# جون ألان يونغ
جون ألان يونغ هو سياسي كندي، ولد في 7 فبراير 1895، وتوفي في 1961. انتخب عضو المجلس التشريعي من ساسكاتشوان.